# 서부바르바스텔레박쥐
서부바르바스텔레박쥐(Barbastella barbastellus)는 애기박쥐과에 속하는 유럽 박쥐의 일종이다. 짧은 코와 작은 눈 그리고 넓은 귀를 갖고 있다. 분포 지역 안에서 드물게 발견된다. 영국에서 노퍽 주 패스턴 그레이크 반, 익스무어의 일부 지역 그리고 데번 주의 콴톡 힐스, 서머싯 주, 햄프셔 주의 모티스폰트 삼림, 웨스트서식스 주의 에버노의 아주 일부 지역에서만 번식을 한다. 노르웨이에서는 1896년과 1911년, 1913년, 1949년에 관찰되었지만 멸종된 것으로 간주했다. 그러나 2004년과 2008년에 다시 발견되었다.

## 저주파 초음파
일반적으로 박쥐는 120~140 dB SPL을 소나(sonar)발사하나 바르바스텔레박쥐는 이보다 낮은 90 dB SPL을 발사하는 것으로 알려져 있다.